# Pelea de bolas de nieve
Una pelea de bolas de nieve es un juego, a menudo entre jóvenes que lanzan bolas de nieve con la intención de que impacten contra alguien. Es una actividad típica de los meses de invierno.

## Reglas
El juego no tiene unas reglas estrictas pero si existen algunos comunes que coinciden con lo siguiente:
- Dos equipos que se lanzan unos contra otros.
- Los implicados en la lucha a menudo no se comportan malévolamente; un blanco (normalmente) no es atacado por una oleada de bolas.
- Hay mínimo contacto físico, quizás algún leve forcejeo.
- En contraste con otras formas de lucha, no suele haber ni intención ni consecuencias más allá de un catarro.
- Suelen usarse fortalezas de nieve para protegerse.
- Tiene que haber un guardián en caso de fortaleza, que será quién estará a la vista, y la defenderá con su vida.
- Los jugadores mueren cuando son alcanzados por el número de bolas acordado, y quedan eliminados.
- Gana el equipo que mate a los jugadores del otro equipo.
- En caso de un uno contra uno, el fuerte queda olvidado, y se realiza un duelo, los jugadores contrarios se colocan espalda contra espalda, y a los 3 pasos, empezarán a coger bolas de nieve de un montón preparado anteriormente. Si se gastan las bolas sin darle a nadie, se realizará otra vez.

## Código ético
Tratándose de un juego de niños, y con la única finalidad de divertirse, todos parten de la base de no hacerse daño mutuo. Por ello se suelen evitar los lanzamientos directos hacia la cara, siendo el resto del cuerpo objetivo posible.

## Cultura popular

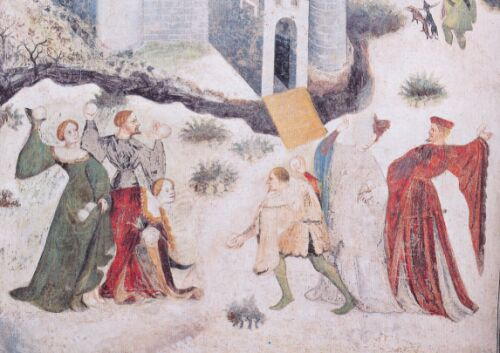
Pintura del que muestra la antigüedad de este juego.

Estas luchas suelen darse durante todo el invierno en las zonas frías. Pueden desencadenarse tras una pequeña disputa, tras alguna broma simplemente porque no hay nada mejor que hacer.
Existe una variante del juego para los incansables, que es jugada en la playa durante el verano con bolas de arena compacta y si no hay arena se haría con bolas de papel etc.

## Galería

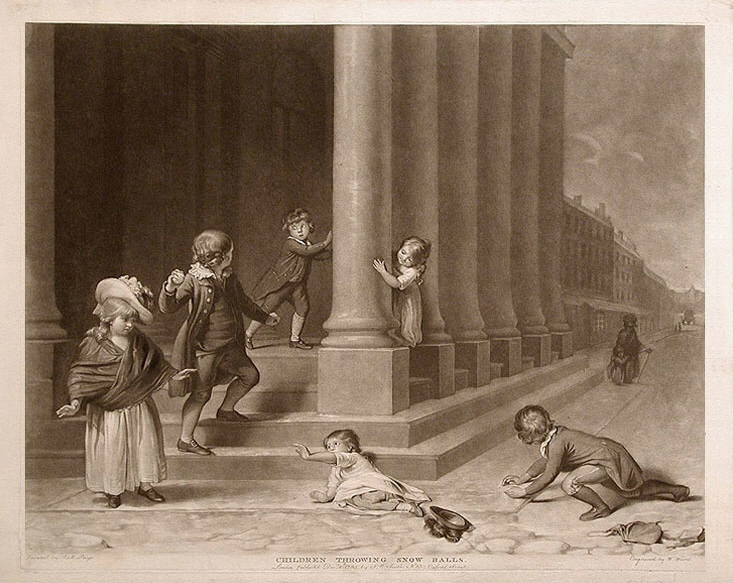
Niños europeos lanzando bolas de nieve en 1785.
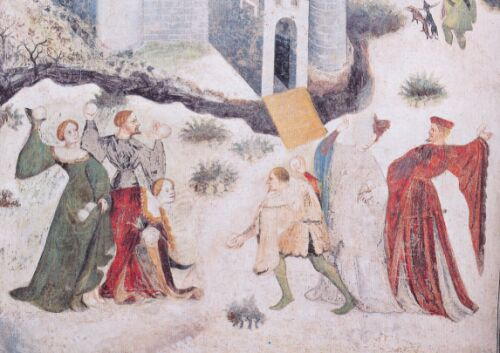
Batalla de bolas de nieve en el Castillo del Buonconsiglio hacia 1400.
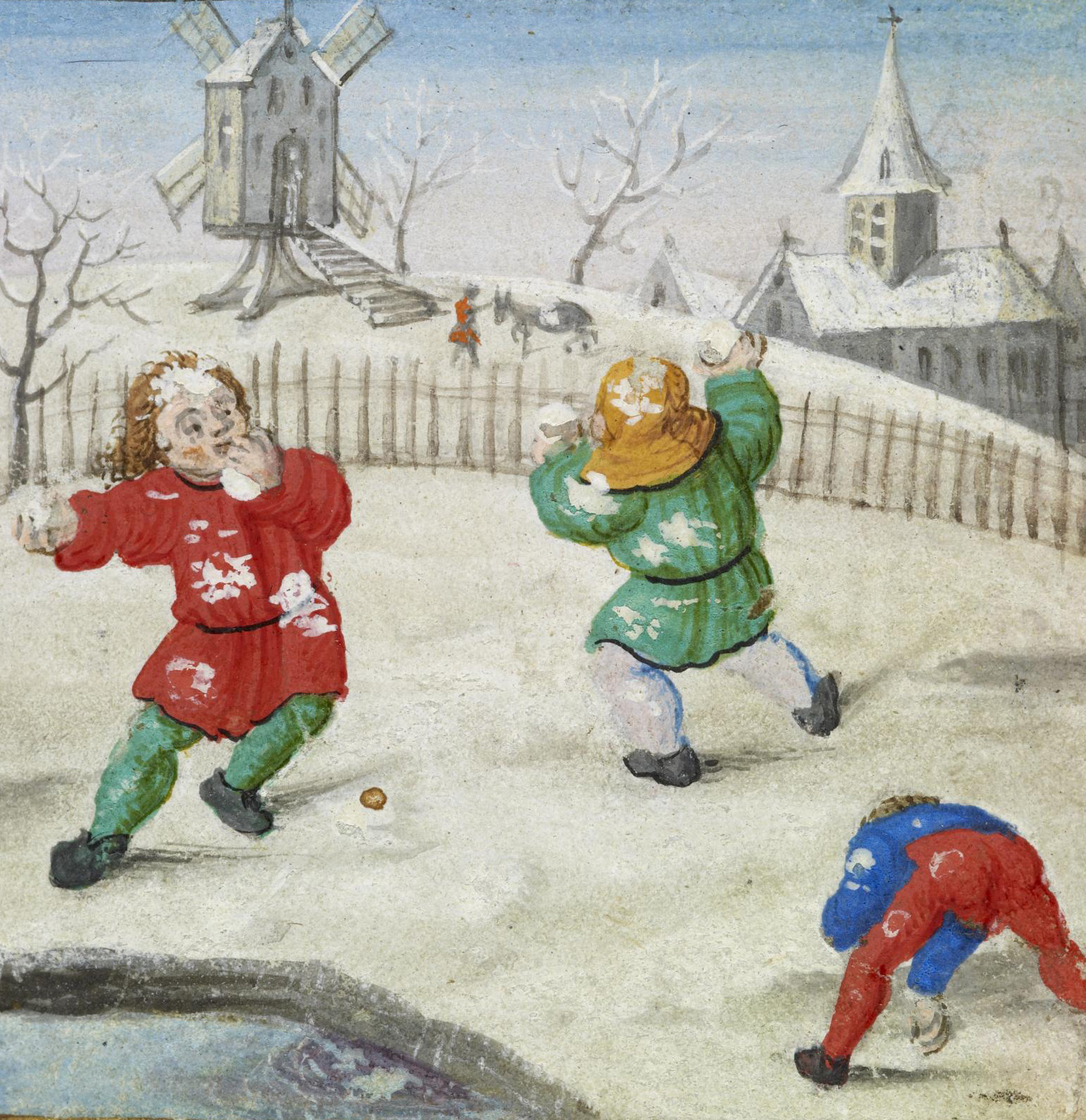
Representación en el arte flamenco hacia 1510.
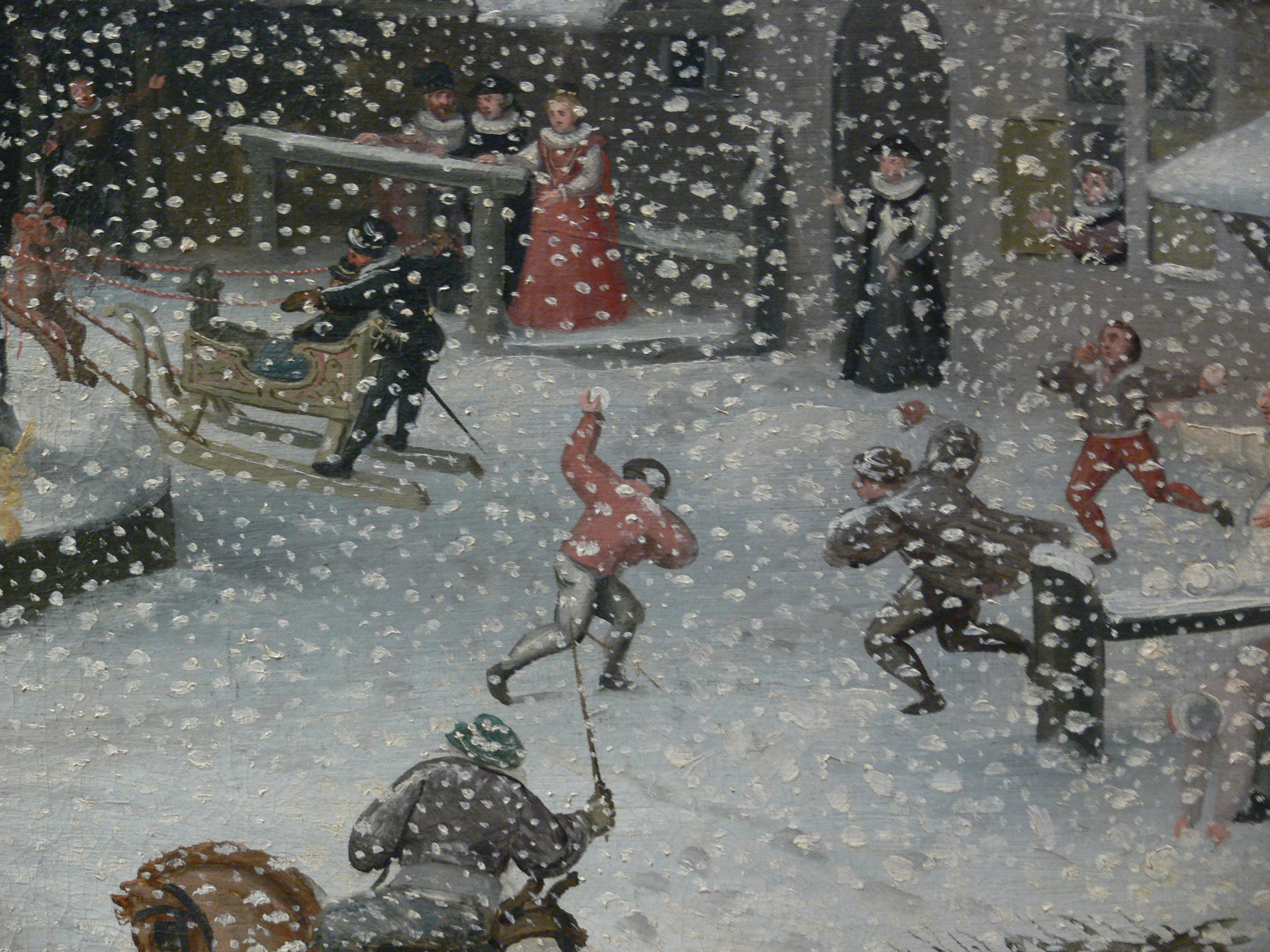
Pintura de Lucas van Valckenborch.
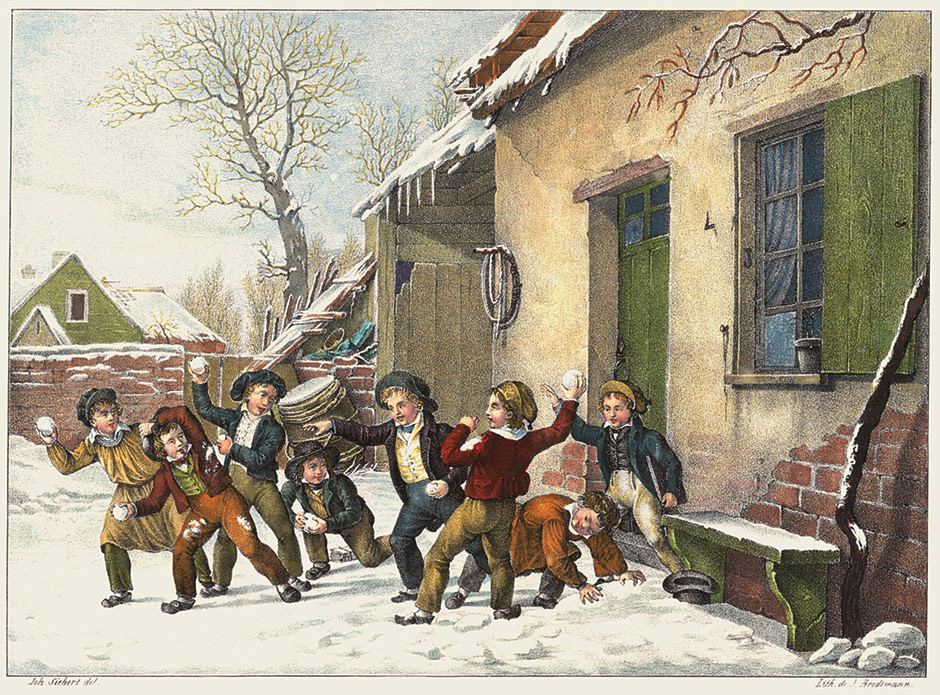
Pintura de Karl Joseph Brodmann.
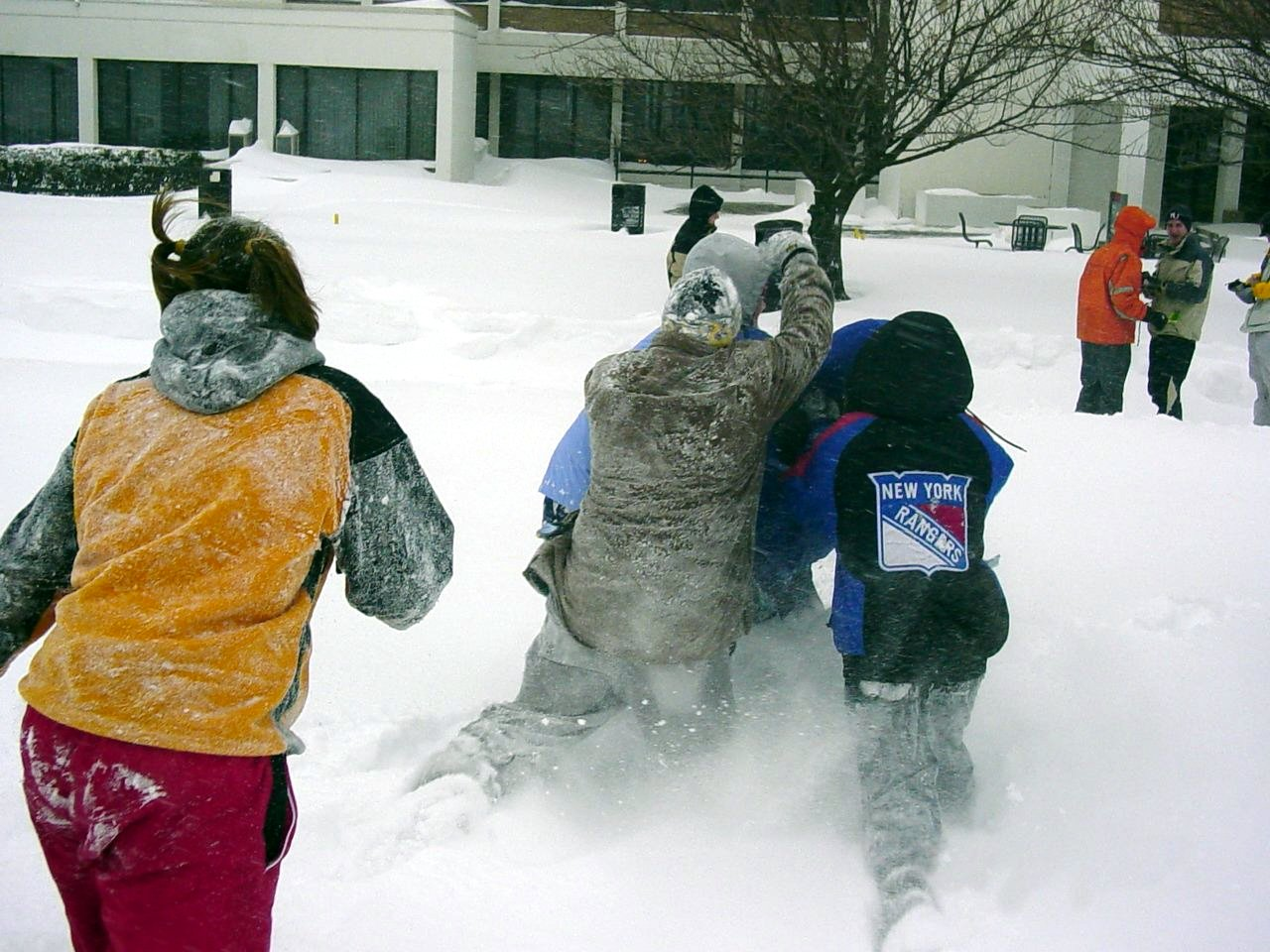
Cuatro estudiantes realizan un ataque coordinado durante una pelea de bolas de nieve.